# Kauno Technologijos Universitetas
Kauno Technologijos Universitetas je největší technicky zaměřená univerzita v Baltských státech a druhá největší vysoká škola v Litvě.
Univerzita sídlí v Kaunasu a vznikla v roce 1990 z polytechniky Kauno politechnikos institutas. V roce 2006 měla škola přibližně 19 000 studentů.